# Mario Primicerio
Mario Primicerio (n. 13 noiembrie 1940, Roma, Regatul Italiei – d. 30 mai 2025, Florența, Italia) a fost un matematician și politician italian, primar al Florenței (1995–1999).